# Романин, Дмитрий Васильевич
Дми́трий Васи́льевич Рома́нин (22 июня 1929 года, пос. Рогнедино, Смоленская губерния, РСФСР, СССР, — 3 декабря 1996 года, г. Калининград, Российская Федерация) — советский партийный деятель. Член КПСС с 1952 года, первый секретарь Калининградского обкома КПСС (1984—89 гг.). Депутат Совета Союза Верховного Совета СССР (1984—89 гг.) от Калининградской области.

## Биография
Родился 22 июня 1929 года в поселке Рогнедино Смоленской губернии (ныне — Рогнединского района Брянской области) в крестьянской семье. Русский.
В 1950 году окончил Больше-Токмакский механический техникум (Запорожская область), в 1963 году — Калининградский технический институт рыбной промышленности и хозяйства (заочно).
В 1950 году переехал в г. Калининград.
В 1950—1951 гг. — мастер, конструктор Калининградского машиностроительного завода.
В 1951—1954 гг. — первый секретарь Балтийского райкома[где?] ВЛКСМ, в аппарате Калининградского обкома ВЛКСМ, первый секретарь Калининградского горкома ВЛКСМ.
В 1954—1965 гг. — в аппарате Калининградского горкома КПСС, секретарь парткома Управления экспедиционного лова, первый секретарь Балтийского горкома КПСС.
В 1965—1966 гг. — второй секретарь Калининградского горкома КПСС.
в 1966—1972 гг. — председатель исполкома Калининградского городского Совета депутатов трудящихся.
В 1972—1981 гг. — первый секретарь Калининградского горкома КПСС.
В 1981—1983 гг. — секретарь, в 1983—1984 гг. — второй секретарь Калининградского обкома КПСС.
В 1984—1989 гг. — первый секретарь Калининградского обкома КПСС.
Кандидат в члены ЦК КПСС (1986—1990).
С 1989 года — персональный пенсионер союзного значения.
Скончался 3 декабря 1996 года в городе Калининграде. Похоронен на Старом городском кладбище.